# La Bretagne fédérale
Une proposition de fusion est en cours entre La Bretagne Fédérale et Ligue fédéraliste de Bretagne.
La Bretagne Fédérale était la revue de la Ligue fédéraliste de Bretagne. Elle est publiée de 1931 à 1935.